# Яковлевка (Одесская область)
Яковлевка (укр. Яковлівка) — село, относится к Раздельнянскому району Одесской области Украины.
Население по переписи 2001 года составляло 890 человек. Почтовый индекс — 67412. Телефонный код — 4853. Занимает площадь 2,403 км². Код КОАТУУ — 5123986401.

## История
Село основано в 1824 году крепостными.

## Местный совет
67412, Одесская обл., Раздельнянский р-н, с. Яковлевка

## Известные жители и уроженцы Яковлевки
- И. И. Чёрный (1925—2008) — художник